# Царицынское сельское поселение (Волгоградская область)
Цари́цынское се́льское поселе́ние — муниципальное образование в Городищенском районе Волгоградской области.
Административный центр — посёлок Царицын.

## История
Царицынское сельское поселение образовано 14 мая 2005 года в соответствии с Законом Волгоградской области № 1058-ОД.

## Население
| 2010  | 2012  | 2013  | 2014  | 2015  | 2016  | 2017  |
| ----- | ----- | ----- | ----- | ----- | ----- | ----- |
| 1059  | ↗1066 | ↗1105 | ↘1096 | ↗1124 | ↗1220 | ↗1319 |
| 2018  | 2019  | 2020  | 2021  |       |       |       |
| ↗1428 | ↗1534 | ↗1677 | ↗1808 |       |       |       |

## Состав сельского поселения
| № | Населённый пункт | Тип населённого пункта          | Население |
| - | ---------------- | ------------------------------- | --------- |
| 1 | Царицын          | посёлок, административный центр | ↗1808     |